# September in the Rain
September in the Rain is een lied dat werd geschreven door de Amerikanen Harry Warren en Al Dubin. Het werd gepubliceerd in 1937 en in dat jaar ook voor het eerst gezongen door James Melton in de film Melody for Two. Het liedje is sindsdien door talloze artiesten opgenomen, onder wie Bing Crosby, Frankie Laine, Peggy Lee, Frank Sinatra en The Beatles. Ook in het jazzcircuit werd het populair; het ontwikkelde zich tot een jazzstandard.
De zanger(es) herinnert zich een regenachtige septemberdag, toen zijn (haar) liefde beantwoord werd.

## Versie van The Beatles
The Beatles speelden het liedje bij hun mislukte auditie bij Decca op 1 januari 1962. De bezetting was:
- Paul McCartney, zang en basgitaar
- John Lennon, slaggitaar
- George Harrison, sologitaar
- Pete Best, drums

Daarna verdween het uit hun repertoire. De groep heeft het nooit meer opgenomen. Het nummer zoals The Beatles dat tijdens hun auditie speelden, is pas in 2013 op een legale plaat verschenen (het album I Saw Her Standing There) en verder alleen als bootleg verkrijgbaar.

## Andere versies
Bing Crosby nam het lied in 1956 op voor zijn album Bing Sings Whilst Bregman Swings. Buddy Bregman was de arrangeur en dirigent van de nummers op het album.
Doris Day zong het lied in 1952 in een radio-uitzending. In 1986 verscheen deze versie op een album, The Uncollected Vol.2 1952-53 Doris Day With The Page Cavanaugh Trio.
Sam Donahue nam met zijn orkest in 1955 een instrumentale versie op, die uitkwam als achterkant van de single Saxaboogie.
Ook het Lionel Hampton Trio nam een instrumentale versie op, die in 1956 uitkwam als achterkant van de single Always.
Al Hibbler zong het nummer op zijn album Starring Al Hibbler van 1956.
Jools Holland en Paul Weller namen het lied in 2012 op voor het album The Golden Age of Song.
Harry James nam in 1952 een instrumentale versie op, die uitkwam op de dubbele ep Soft Lights, Sweet Trumpet.
De Zweedse pianist Jan Johansson had een pianoversie op zijn repertoire. Deze is te vinden op het verzamelalbum En resa i jazz och folkton.
Frankie Laine nam het nummer op in 1946 (als 78 toerenplaat) en in 1959 op het album Reunion In Rhythm.
Brenda Lee zette het lied in 1966 op haar album Bye Bye Blues.
Peggy Lee nam het lied in 1945 op voor een radio-uitzending. De opname is later een paar maal op een langspeelplaat gezet. De best gedocumenteerde lp is You Can Depend on Me uit 1981.
Annie Lennox nam het lied op voor haar album Nostalgia uit 2014.
Guy Lombardo en The Royal Canadians zetten het nummer al in 1937 op de plaat. Zijn broer Carmen trad als zanger op.
Julie London nam het lied in 1956 op voor haar album Calendar Girl.
Mantovani speelde het lied met zijn orkest voor het album The Incomparable Mantovani van 1964.
Yehudi Menuhin en Stéphane Grappelli speelden samen met een ensemble onder leiding van Max Harris in 1985 een instrumentale versie van het lied op het album For All Seasons.
Willie Nelson nam een instrumentale versie op voor het album Night and Day van 1999, waarop hij zelf gitaar speelde.
The Platters zetten het lied op hun album The Platters, Volume 2 van 1956.
Het lied stond op het repertoire van Nelson Riddle en zijn orkest. Het staat op het album C'mon... Get Happy uit 1958, maar het orkest begeleidt ook Frank Sinatra op diens versie van het lied. Een biografie van Nelson Riddle door Peter J. Levinson heet September in the Rain: The Life of Nelson Riddle.
Marty Robbins nam het lied op voor zijn album Marty after Midnight uit 1962.
George Shearing speelde het liedje in 1949 op de piano met zijn George Shearing Quintet. Van deze plaat werden bijna een miljoen exemplaren verkocht.
Frank Sinatra nam het lied op voor zijn album Sinatra's Swingin' Session!!! uit 1961.
Jo Stafford zong het led op haar album As You Desire Me van 1952.
Dakota Staton nam het lied op voor haar album More Than the Most uit 1959.
Rod Stewart zong het lied op zijn album Fly Me to the Moon... The Great American Songbook Volume V uit 2010.
Hank Thompson nam een countryversie op voor zijn album Breakin' in Another Heart van 1965.
Sarah Vaughan zong een liveversie op het album At Mister Kelly's uit 1957.
Dinah Washington zong het lied voor haar album September in the Rain uit 1960. Het titelnummer kwam in 1961 uit op single en haalde de 23e plaats in de Amerikaanse Billboard Hot 100 en de 35e plaats in de Britse UK Singles Chart.
Lester Young speelde het nummer op de tenorsaxofoon voor het album Lester Swings Again uit 1950.